# Virgen del Carmen (Huancabamba)
Virgen del Carmen es un caserío peruano ubicado en el distrito de Sondorillo, perteneciente a la provincia de Huancabamba del departamento de Piura, al norte del Perú. 

## Ubicación
Virgen del Carmen se ubica al norte de la provincia de Huancabamba, en el distrito de Sondorillo, en el departamento de Piura.

## Demografía
En 2017 Virgen del Carmen tenía una población de 196 habitantes.
| Gráfica de evolución demográfica de Virgen del Carmen entre 1993 y 2017 |
|                                                                         |
| Fuentes: Población 1993 y 2017                                          |